# Bouliac

Bouliac este o comună în departamentul Gironde din sud-vestul Franței. În 2009 avea o populație de 3.071 de locuitori.

## Evoluția populației
| An        | 1975  | 1982  | 1990  | 1999  | 2006  | 2009  |
| --------- | ----- | ----- | ----- | ----- | ----- | ----- |
| Populație | 2.375 | 2.398 | 2.841 | 3.248 | 3.087 | 3.071 |